# 기흥중학교
기흥중학교(器興中學校)는 경기도 용인시 기흥구 신갈동에 있었던 공립 중학교이다.

## 학교 연혁
- 1989년 12월 12일 : 기흥중학교 설립인가(각학년 5학급, 계 15학급)
- 1990년 3월 1일 : 초대 박우인 교장 취임
- 1992년 3월 2일 : 태권도부 창단
- 1996년 3월 2일 : 기계체조부 창단
- 2000년 12월 13일 : 급식실 준공
- 2005년 2월 2일 : 운동부 합숙실 준공
- 2012년 3월 2일 : 특수학급 신설
- 2013년 1월 2일 : 급식실 신축준공
- 2018년 1월 5일 : 제26회 35명 졸업(총 6,222명)
- 2018년 3월 1일 : 제12대 차용제 교장 취임
- 2019년 2월 28일 : 폐교[2]
- 2026년 3월 1일 : 재개교

## 참고 자료
- 기흥중학교 - 한국교육학술정보원 학교알리미